# Сухомлин, Николай Алексеевич
Сухомлин Николаq Алексеевич (род. 26 июня 1940, Кривой Рог, Днепропетровская область) — украинский государственный деятель. Кандидат экономических наук. Академик Инженерной академии Украины (1992), академик Академии экономических наук Украины (2006). Государственный служащий Украины 1-го ранга (1994).

## Жизнеописание
Родился 26 июня 1940 года в городе Кривой Рог.
В 1962 году окончил Криворожский горнорудный институт по специальности разработка месторождений полезных ископаемых, получил квалификацию «горный инженер».
В 1979 году окончил Московскую Академию общественных наук при ЦК КПСС.
С 1962 года работал горным мастером гранитного карьера, начальником участка, главным инженером, директором Кировоградского карьероуправления.
В 1974—1976 годах — на партийной работе. Учился в Академии публичных наук.
С 1976 года — председатель областного комитета народного контроля.
С декабря 1981 года — первый заместитель председателя исполкома областного совета народных депутатов.
С октября 1988 года — первый заместитель председателя, начальник главного планово-экономического управления облисполкома.
В апреле 1990 — феврале 1991 года — председатель Кировоградского областного исполкома.
В феврале-марте 1992 года — председатель Кировоградского областного совета народных депутатов и его исполкома.
С 31 марта 1992 по 26 июня 1994 года — представитель президента Украины в Кировоградской области.
С 26 июня 1994 по 10 декабря 1999 года — глава Кировоградского областного совета.
7 июля 1995 — 17 сентября 1996 года — глава Кировоградской областной государственной администрации.
В 1999—2006 годах — в Кировограде: заместитель генерального директора АОЗТ «Сонола», заместитель директора ЧП «Висма», заместитель генерального директора ЗАО «Креатив».
31 марта 2006 года избран депутатом Кировоградского областного совета 5-го созыва.
28 апреля 2006 — ноябрь 2010 года — председатель Кировоградского областного совета.

## Награды
- Орден «За заслуги» (Украина) ІІІ (1996), ІІ (2007) и І (2010) степеней;
- Почётная грамота Кабинета министров Украины (1999);
- Благодарность Премьер-министра Украины (2009);
- Почётное отличие Кировоградской области «Честь и слава Кировоградщины» (2013);
- Отличие исполнительного комитета Кировоградского городского совета «За заслуги» II и I степеней (2004, 2009);
- Почётный гражданин города Кропивницкого[5];
- Юбилейная медаль «25 лет независимости Украины» (19 августа 2016)[6].